# Eugen von Knilling
Eugen Knilling, vanaf 1910 Ritter von Knilling was een Duitse politicus van de BVP (Beierse Volkspartij).

## Levensloop
Na zijn eindexamen in 1884 aan het Wilhelms gymnasium in München, studeerde hij tot 1890 rechten in München. Tijdens zijn studie ontving hij een beurs van de Maximilianeum-stichting. Tijdens zijn studie werd hij lid van de AGV München in de Sondershäuser Verband.
Knilling was tijdens het Duitse keizerrijk minister van Cultus van het Koninkrijk Beieren en in de Weimarrepubliek van november 1922 tot juli 1924 minister-president van Beieren en minister van Buitenlandse Zaken in het kabinet-Knilling.
Tijdens zijn ambtsperiode vond de Duitse inflatie en hyperinflatie van 1923 plaats tijdens de bezetting van het Ruhrgebied. In de herfst van 1923 riep de rijksregering onder kanselier Stresemann het einde van passief verzet tegen de bezetting van het Ruhrgebied uit. De Beierse staatsregering onder leiding van Knilling riep de noodtoestand uit en benoemde Gustav Ritter von Kahr tot algemeen staatscommissaris met dictatoriale bevoegdheden, wat een open breuk betekende met het Duitse Rijk. Als gevolg van deze crisis vond in november 1923 de Hitler-Ludendorff-putsch plaats, die ook van deze situatie wilde profiteren, maar faalde.
De regering-Knilling legde in januari 1924 het eerste van de vier Beierse regeringsmemoranda voor hervorming van het rijk en de grondwet voor, waarin federale principes werden geëist.
Knilling trad af na de landdagverkiezingen in mei 1924, omdat de BVP slechts 32,8% van de stemmen had gekregen (vergeleken met 39,4% in juni 1920).

## Onderscheidingen
Als eerbetoon van zijn prestaties werd hij in 1910 door prins-regent Luitpold onderscheiden met het Ridderkruis van de Orde van Verdienste van de Beierse Kroon. Met de toekenning werd zijn verheffing tot de persoonlijke adelstand verbonden en mocht hij zich, na registratie in de adelmatricule, Ritter von Knilling noemen. In 1913 had Knilling ook de Orde van Sint-Michiel Eerste Klasse ontvangen.

## Carrière
- Bezirksamtsmann: augustus 1902
- Regierungsrat: 25 oktober 1902
- Oberregierungsrat: 12 november 1905
- Ministerialrat: 17 augustus 1908
- Staatsminister: 12 februari 1912
- Landdaglid: 1920
- Minister-president: 8 november 1922
- Generalstaatskommissar: 1923[1]

## Links
- (de)  Hans Hinterberger: Universiteitsbibliotheek Regensburg, 2017.
- (de)  Radiofragment in het Duits over Eugen von Knilling